# Myospila fuscicoxa
Myospila fuscicoxa är en tvåvingeart som beskrevs av Li Rong 1980. Myospila fuscicoxa ingår i släktet Myospila och familjen husflugor. Inga underarter finns listade i Catalogue of Life.